# Hélène Feillet

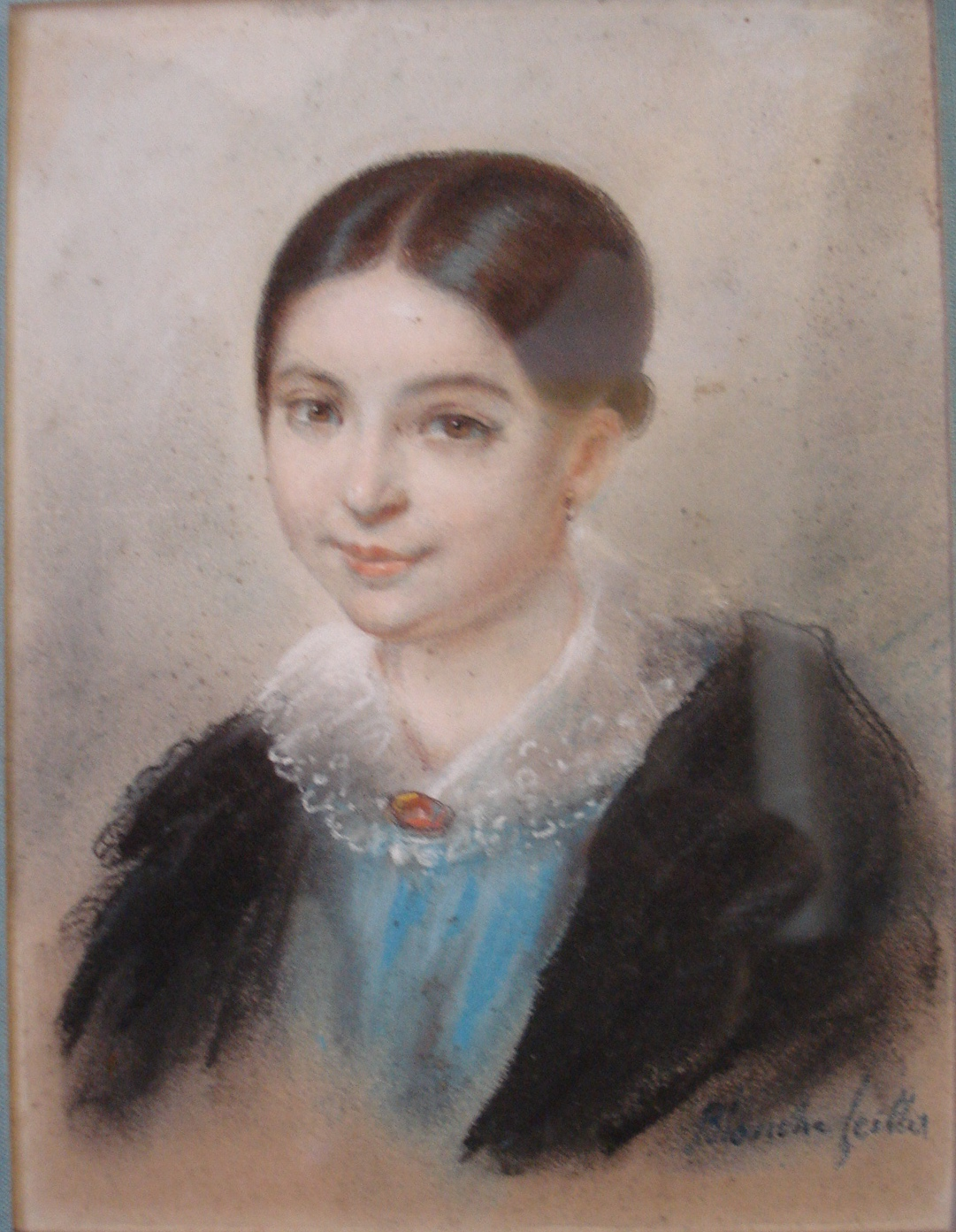
Hélène Feillet, pictată de sora ei Blanche

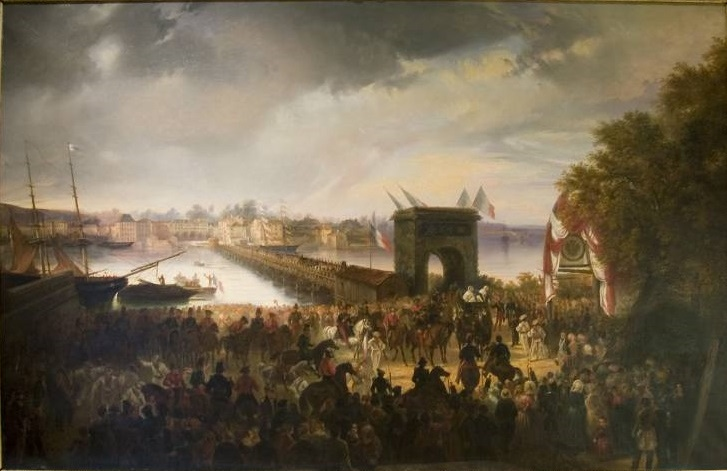
Sosirea ducelui și ducesei de Orleans la Bayonne (Hélèene Feillet, 1840)

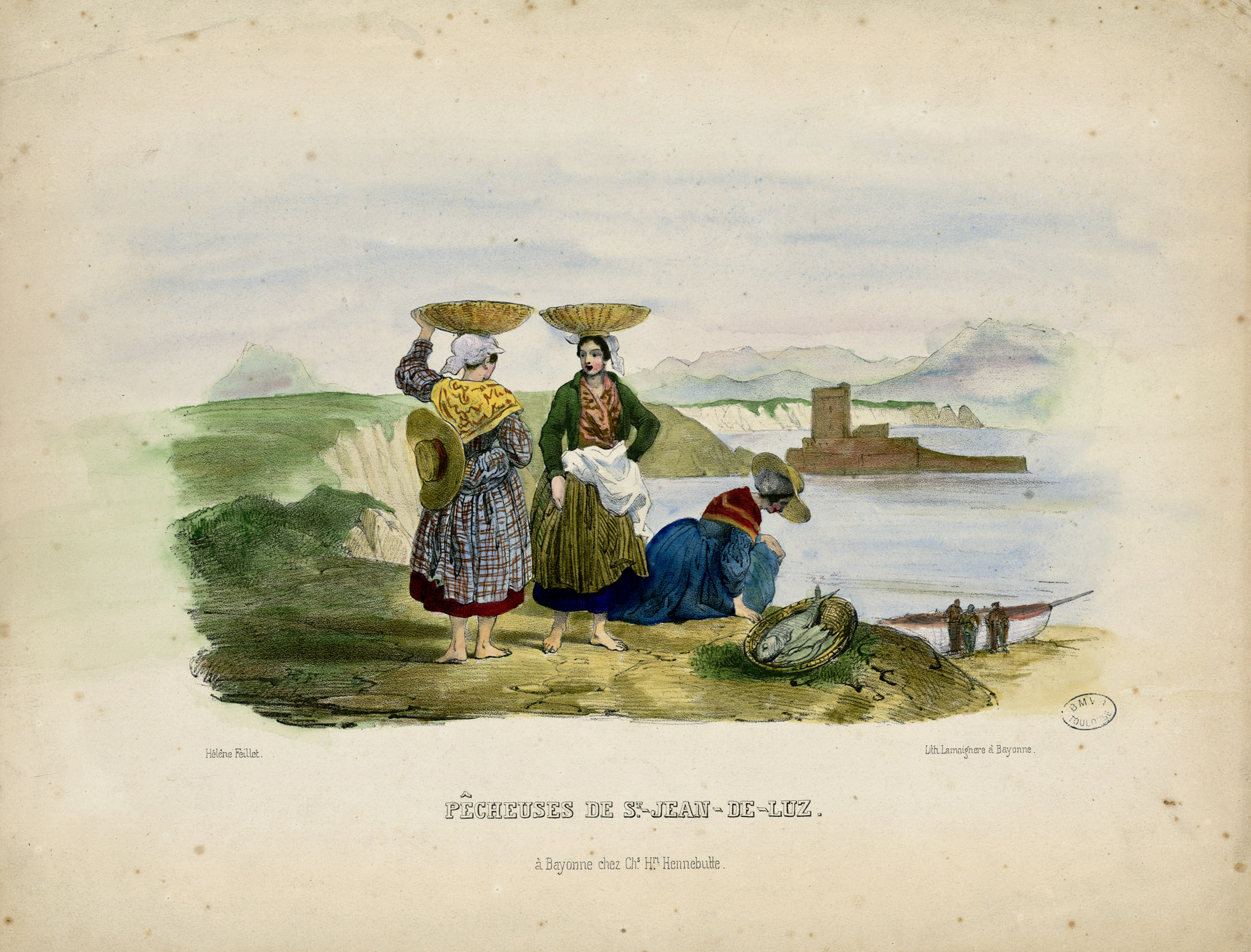
Pêcheuses de St Jean de Luz (Hélène Feillet, c.1940)

Joséphine Jeanne Hélène Feillet (n. 1812, Paris, Primul Imperiu Francez – d. 9 decembrie 1889, Biarritz, Aquitaine, Franța) a fost o pictoriță și litografă franceză. Ea este amintită în special pentru vinietele pe care le-a gravat pentru albumele care ilustrează Bayonne și Țara Bascilor. A fost, de asemenea, o pictoriță de portrete și peisaje, expunând la salonul din Paris din 1836.

## Biografie
Născută la 2 noiembrie 1812 la Paris, Joséphine Jeanne Hélène Feillet a fost fiica pictorului și litografului Pierre Jacques Feillet (1794–1855) și a Hélènei Pernotin. Ea a fost introdusă în artă de către tatăl ei înainte de a studia portretizarea sub îndrumarea artistului olandez Ary Scheffer⁠(d) (1795–1858). Sora ei mai mare, Blanche Hennebutte-Feillet⁠(d) (1815–1886), a fost și ea litografă.
În 1929, în timpul unei vizite la Madrid cu tatăl și sora ei, ea a creat litografii ca ilustrații în reviste spaniole. Și-a continuat munca, chiar și după ce familia s-a stabilit la Bayonne în 1834. În special, a realizat cinci gravuri pentru El Artista, a realizat ilustrații pentru două poezii ale lui José de Espronceda și trei pentru poeziile lui Eugenio de Ochoa⁠(d). Sunt considerate a fi printre cele mai bune ilustrații romantice ale perioadei.
Din 1835 până în 1940, Feillet a creat șase litografii pentru a ilustra Bayonne, vues historiques et descriptives a lui Félix Morel. Apoi a colaborat cu sora ei, creând o serie extinsă de ilustrații pentru cumnatul ei, Charles-Henri Hennebutte. Au apărut în albumele sale pentru turiști: Album des deux frontières și Guide du voyageur de Bayonne à Saint-Sébastien.
Feillet a fost totuși în primul rând pictoriță, expunând la salonul din Paris din 1936. Exemple notabile ale operei sale includ portretul Juanei Cano (1836), „Vue des environs de Bayonne, prize au Boucau” (1839), „Espagnole à l’église” și „Gitana en San Isidro, environs de Madrid”. Pictura „Arrivée à Bayonne du duc et de la duchesse d'Orléans”, realizată în 1839–40, a fost expusă la Salon în 1942.
Ea a fost însărcinată să picteze lucrări pentru decorarea capelei Spitalului Militar din Bayonne și a bisericii din Jasse en Béarn. Veniturile din opera ei de artă i-au permis să construiască o reședință mare cu vedere la plajă în Biarritz. De asemenea, a putut să cumpere proprietatea Daguerre din Brindos, unde locuia cu tatăl ei. A murit la Biarritz la 9 decembrie 1889.